# Passante ferroviario
Il termine passante ferroviario definisce un tipo di collegamento ferroviario che ha lo scopo di razionalizzare l'attraversamento di un centro cittadino di dimensioni notevoli collegando nello stesso tempo le varie relazioni ferroviarie e metropolitane e le relative stazioni esistenti allo scopo di realizzare un servizio di tipo integrato. La locuzione passante ferroviario si sviluppa come contrazione dell'espressione più lunga e completa di collegamento ferroviario passante.
Qualora la necessità topografica dovesse solo essere quella di collegare due punti esterni ad un centro urbano o nodo ferroviario, viene preferito talvolta disegnare un tracciato che aggiri il centro stesso. In questo caso viene comunemente preferito il termine linea di cintura. Interessante è il caso di Mestre in cui la cosiddetta Linea dei Bivi viene riconosciuta sia come passante, in quanto collega centri dell'hinterland, che come cintura in quanto aggira il centro di Mestre-Venezia.
In vari stati europei, tra cui l'Italia, ci si rese presto conto della necessità di collegare le varie stazioni di testa con binari passanti attraverso la città, a volte interrati, ma molto spesso in superficie e sopraelevati.
L'infrastruttura in oggetto, quindi, nacque originariamente per sopperire alla mancanza di collegamento tra le stazioni terminali delle ferrovie private e pubbliche dei primi tempi che costruivano le proprie linee ferroviarie tenendone le stazioni tendenzialmente separate e distanti da quelle delle altre compagnie e società.  Il tal modo venivano  superati i notevoli disagi del trasferimento dei viaggiatori e delle merci che da una rete dovevano trasferirsi ad un'altra per proseguire il viaggio dato che tale infrastruttura consente di realizzare collegamenti in treno da un punto all'altro della città senza più la necessità di effettuare cambi.

## Passanti ferroviari nel mondo

### Francia
- RER di Parigi

### Germania
- City-S-Bahn (Amburgo)
- Verbindungsbahn (Amburgo)
- Nord-Süd-Fernbahn (Berlino)
- Nordsüd-S-Bahn (Berlino)
- Stadtbahn (Berlino)
- City-Tunnel (Francoforte sul Meno)
- City-Tunnel (Lipsia)
- Stammstrecke (Monaco di Baviera)
- City-Tunnel (Offenbach)
- Verbindungsbahn (Stoccarda)

### Italia
- Passante ferroviario di Catania
- Passante ferroviario di Genova
- Passante ferroviario di Milano
- Passante ferroviario di Napoli
- Passante ferroviario di Palermo
- Passante ferroviario di Torino
- Passante ferroviario di Venezia

### Svezia
- Passante ferroviario di Stoccolma

### Inghilterra
- Crossrail